# Misión sui iuris de Afganistán
La misión sui iuris de Afganistán (en latín: Missio sui iuris Afghanistaniensis y en persa: رسالت کاتولیک افغانستان‎) es una circunscripción eclesiástica de la Iglesia católica en Afganistán. Se trata de una misión sui iuris latina, inmediatamente sujeta a la Santa Sede. Desde el 4 de noviembre de 2014 su superior eclesiástico es el presbítero Giovanni Scalese, de los Padres Barnabitas.

## Territorio y organización
La misión sui iuris tiene 652 230 km² y extiende su jurisdicción sobre los fieles católicos de rito latino residentes en todo el territorio de Afganistán. La labor de la misión se limita a actividades caritativas y humanitarias no proselitistas, y a la atención pastoral de católicos extranjeros, ya que el proselitismo está prohibido y la conversión de musulmanes a otras religiones es un delito de apostasía. Desde su creación la misión católica nunca ha bautizado a ningún afgano, ya que así lo estipulan los acuerdos desde el principio.
La sede de la misión sui iuris se encuentra en la ciudad de Kabul, en donde en la embajada de Italia se halla el único lugar de culto católico del país: la capilla de Nuestra Señora de la Divina Providencia. Fue autorizada en 1933 y gracias a la protección que brinda Italia sobrevivió a guerras, conmociones y a los gobiernos fundamentalistas islámicos.
En 2022 en la misión sui iuris existía solo una parroquia, la capilla de la embajada de Italia. 

## Historia
La posibilidad de un capellán católico en Afganistán se concedió el 3 de junio de 1921 con la firma del documento Accordo fra Italia ed Afganistan per lo scambio di missioni diplomatiche permanenti. El rey Amanulá Khan, en agradecimiento al Reino de Italia, fue después de la Unión Soviética el segundo país en reconocer formalmente la independencia del Reino de Afganistán, reflexionó sobre la demanda de los católicos presentes en el país que solicitaron la ayuda espiritual de un sacerdote. Por esta razón el rey, la Santa Sede y Benito Mussolini suscribieron el acuerdo. Esta fue la primera vez desde la conquista árabe de Persia y Asia Central en el siglo VII que el gobierno musulmán permitió que la Iglesia católica operara oficialmente en Afganistán, aunque prohibió el proselitismo.
El papa Pío XI eligió al padre de Egídio Caspani de la orden barnabita, historiador y estudioso de la lengua. Después de una aventura de un mes, llegó a Kabul en la Navidad de 1932 y el 1 de enero de 1933 abrió una capilla. Tras el golpe de Estado y las convulsiones político-militares, seguidas del cambio de gobierno y de régimen, la misión católica fue expulsada oficialmente de Afganistán. Sin embargo, fue elogiada por el Ministerio de Relaciones Exteriores afgano por su presencia constante y tenaz en Afganistán durante estos años difíciles.
La Embajada de Italia en Kabul cerró sus puertas en 1979 tras la intervención militar soviética en Afganistán. Reabrió sus puertas en 1989, pero volvió a cerrar en 1993 debido a la guerra civil que siguió a la caída del gobierno comunista. En 1994, la residencia italiana resultó dañada por el lanzamiento de cohetes y la misión católica fue evacuada de Afganistán. En 2001, tras la intervención militar de la OTAN y la caída del primer gobierno talibán, la Embajada de Italia reabrió en Kabul. Tras negociaciones, la misión sui iuris fue erigida por un decreto de la Congregación para la Evangelización de los Pueblos el 16 de mayo de 2002. Hasta entonces Afganistán era el único país del mundo que no tenía una circunscripción eclesiástica católica. El presbítero Giuseppe Moretti, capellán de la Embajada de Italia, regresó a Afganistán como superior eclesiástico de la misión sui iuris con privilegios similares a los concedidos a los prefectos apostólicos.
Tras la toma de Kabul por los talibanes el 15 de agosto de 2021 el gobierno italiano no reconoció a las nuevas autoridades talibanes y trasladó su embajada a Doha en Catar. El superior Giovanni Scalese evacuó la misión llegando a Roma el 25 de agosto con 5 Misioneras de la Caridad y 14 niños con discapacidad atendidos por ellas. Las tres ONGs católicas —el Servicio Jesuita a Refugiados, las Misioneras de la Caridad y Pro Bambini di Kabul abandonaron también el país “por razones de prudencia”. Con la salida de las tropas extranjeras y del personal de organizaciones humanitarias, el cierre de la mayoría de las embajadas y la evacuación de los misioneros católicos, la presencia formal de la Iglesia católica en Afganistán se ha vaciado por completo y la misión sui iuris está completamente de hecho suprimida.

## Estadísticas
Según el Anuario Pontificio 2023 la misión sui iuris tenía a fines de 2022 un total de 200 fieles bautizados.
| Año                                                                             | Población            | Población  | Población      | Sacerdotes | Sacerdotes    | Sacerdotes    | Bautizados por sacerdote | Diáconos permanentes | Religiosos | Religiosos | Parroquias |
| Año                                                                             | Bautizados católicos | Total      | % de católicos | Total      | Clero secular | Clero regular | Bautizados por sacerdote | Diáconos permanentes | Varones    | Mujeres    | Parroquias |
| ------------------------------------------------------------------------------- | -------------------- | ---------- | -------------- | ---------- | ------------- | ------------- | ------------------------ | -------------------- | ---------- | ---------- | ---------- |
| 2002                                                                            | ?                    | 20 838 000 | ?              | 1          |               | 1             | ?                        |                      | 1          | 4          | 1          |
| 2003                                                                            | ?                    | 20 838 000 | ?              | 1          |               | 1             | ?                        |                      | 1          | 4          | 1          |
| 2004                                                                            | ?                    | 21 000     | ?              | 1          |               | 1             | ?                        |                      | 1          | 3          | 1          |
| 2005                                                                            | 100 ca.              | ?          | ?              | 1          |               | 1             | 100                      |                      | 1          | 7          | 1          |
| 2007                                                                            | 250                  | 22 000     | 0.0            | 18         |               | 18            | 14                       |                      | 20         | 12         | 1          |
| 2010                                                                            | 200                  | 22 000     | 0.0            | 5          |               | 5             | 40                       |                      | 9          | 12         | 1          |
| 2014                                                                            | 200                  | 26 000     | 0.0            | 4          |               | 4             | 50                       |                      | 4          | 12         | 1          |
| 2017                                                                            | 210                  | 27 658 140 | 0.0            | 3          |               | 3             | 70                       |                      | 3          | 8          | 1          |
| 2020                                                                            | 200                  | 30 726 000 | 0.0            | 1          |               | 1             | 200                      |                      | 1          | 7          | 1          |
| 2022                                                                            | 200                  | 32 095 000 | 0.0            | 4          |               | 4             | 50                       |                      | 7          | 8          | 1          |
| Fuente: Catholic-Hierarchy, que a su vez toma los datos del Anuario Pontificio. |                      |            |                |            |               |               |                          |                      |            |            |            |

## Episcopologio

### Capellanes de la Embajada de Italia
- p. Egidio Caspani, B. † (1 de enero de 1933-1947)
- p. Giovanni Bernasconi, B. † (1947-1957)
- p. Raffaele Nannetti, B. † (1957-1965)
- p. Angelo Panigati, B. † (1965-1990)
- p. Giuseppe Moretti, B. (1990-16 de mayo de 2002 nombrado superior eclesiástico)

### Superiores eclesiásticos
- p. Giuseppe Moretti, B. (16 de mayo de 2002-4 de noviembre de 2014 retirado) (Superior ecclesiasticus seu profesor loci)
- p. Giovanni Scalese, B., desde el 4 de noviembre de 2014 (Superior ecclesiasticus seu profesor loci)